# Semiothisa stramineata
Semiothisa stramineata là một loài bướm đêm trong họ Geometridae.